# Liste der Naturdenkmale in Ertingen
| Naturdenkmale | Anzahl |
| ------------- | ------ |
| FND           | 0      |
| END           | 2      |
| Gesamt        | 2      |

Die Liste der Naturdenkmale in Ertingen nennt die verordneten Naturdenkmale (ND) der im baden-württembergischen Landkreis Biberach liegenden Gemeinde Ertingen. In Ertingen gibt es insgesamt zwei als Naturdenkmal geschützte Objekte, keines ist ein flächenhaftes Naturdenkmal (FND), beide sind Einzelgebilde-Naturdenkmale (END).
Stand: 31. Oktober 2016.

## Einzelgebilde (END)
| Name                           | Bild | Kennung     | Einzelheiten | Position | Fläche Hektar | Datum        |
| ------------------------------ | ---- | ----------- | ------------ | -------- | ------------- | ------------ |
| 1 Linde bei "Nähmüllers Kreuz" |      | 84260450001 | Ertingen     | ⊙        | 0,0           | 1. Juni 1971 |
| 1 Linde im Ortbereich Erisdorf | BW   | 84260450002 | Ertingen     | ⊙        | 0,0           |              |
| Legende für Naturdenkmal       |      |             |              |          |               |              |